# 12033 Anselmo
12033 Anselmo eller 1997 BD9 är en asteroid i huvudbältet som upptäcktes den 31 januari 1997 av de båda italienska astronomerna Ulisse Munari och Maura Tombelli vid Cima Ekar-observatoriet. Den är uppkallad efter amatörastronomen Anselmo Antonini.
Asteroiden har en diameter på ungefär 10 kilometer och den tillhör asteroidgruppen Themis.